# Suspensión neumática
La suspensión neumática (o por aire) es un tipo de suspensión utilizada en vehículos en la cual se utiliza un compresor o moto-bomba para mantener el vehículo a la altura correcta en lugar de muelles de compresión. El compresor impulsa el aire a presión a un fuelle flexible (normalmente hecho de goma reforzada con tejidos textiles) que levanta así el chasis del eje hasta la altura deseada.

## Visión general

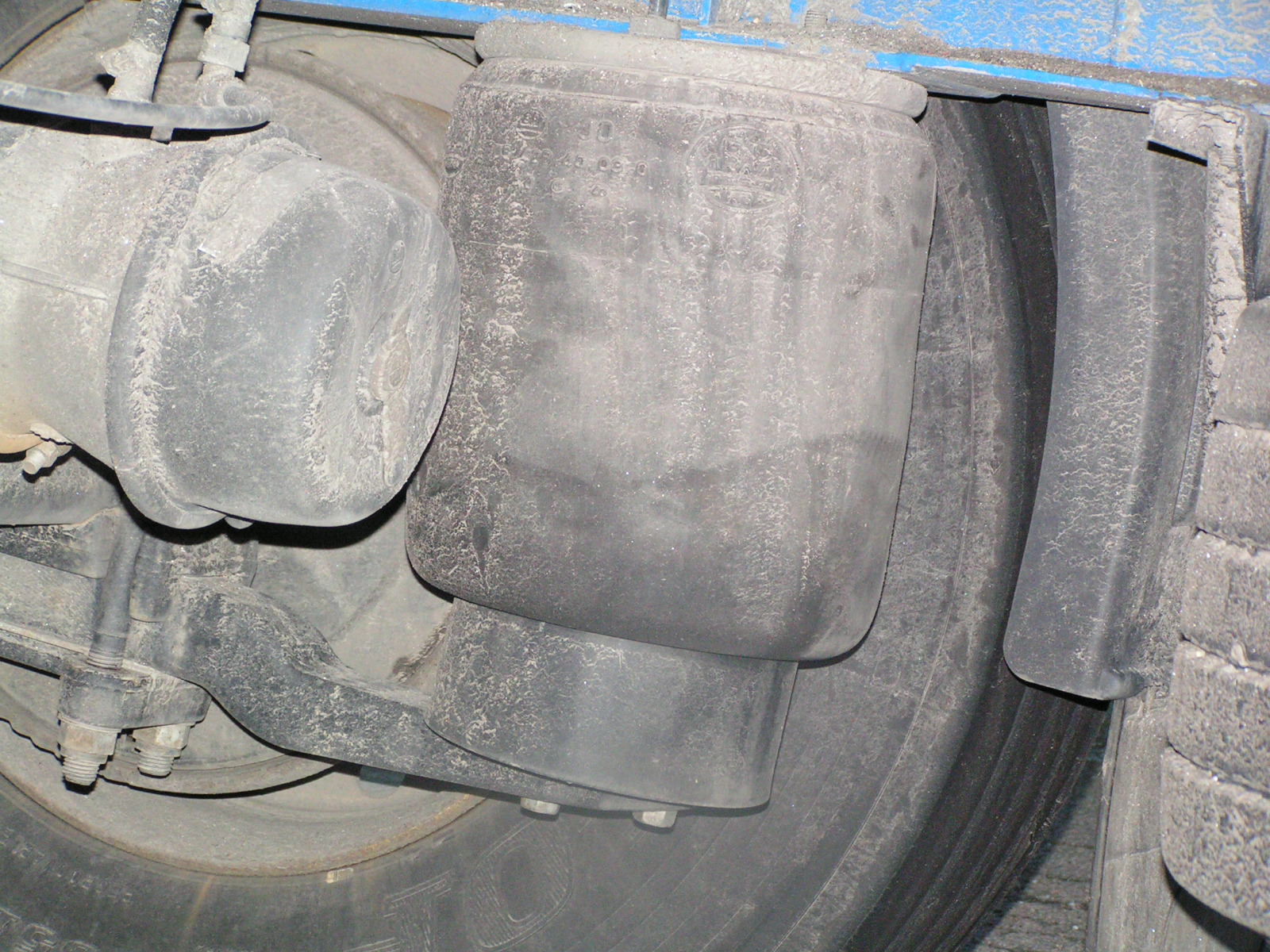
Muelle neumático en un semitrailer

La suspensión neumática se utiliza en lugar de muelles de acero convencionales en coches, y en aplicaciones de vehículos pesado como autobuses y camiones. Es en términos generales utilizado en semi tráileres, trenes (principalmente trenes de pasajero).
El propósito de suspensión de aire es proporcionar un paseo sin rebotes, de calidad constante, y también en algunos casos con motivos deportivos.

## Uso en automóviles modernos
Algunos vehículos que utilizan suspensión por aire son: Maybach, Rolls-Royce, Toyota, Lexus, Jeep, Cadillac (GM), Mercedes-Benz, Porsche, Land Rover/Gama Rover, SsangYong, Audi, Subaru, Volkswagen, Lincoln, Ford, BMW, y Tesla, entre otros. Algunos vehículos Citroën presentan suspensión Hydractiva, en la cual un ordenador controlada el sistema hidroneumático. De esta forma se puede elegir un modo deportivo y ciertos modos comfort, baja la altura del coche en velocidades altas y mantiene la altura cuándo el motor no está arrancado.

## Uso en autobuses
Para que suban los adultos mayores y personas discapacitadas. La mayoría de autobuses modernos tienen un sistema elevador que utiliza la suspensión neumática para elevar el vehículo por encima del nivel de altura de circulación normal cuando se necesite en función de las rampas por las que deba circular. Otra función que realizan los sistemas de suspensión neumática es la de ajustar el vehículo a la altura del bordillo de la parada de pasajeros para enrasar el piso y facilitar el acceso y salida de las personas (dicho sistema se puede utilizar en combinación con las rampas de acceso para personas en silla de ruedas).

## Problemas comunes de las suspensiones neumáticas

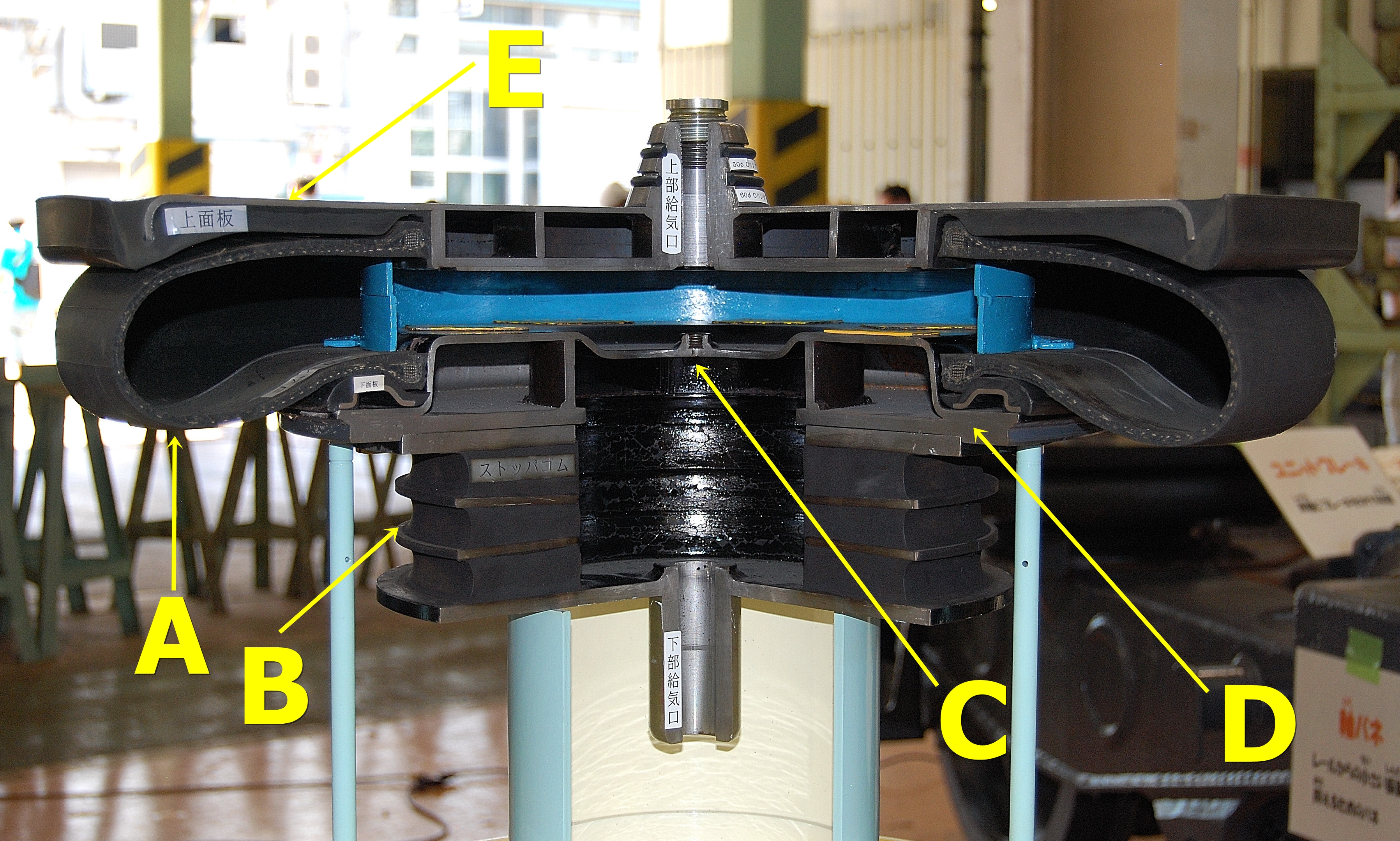
Sección de un fuelle de camión comercial desinflado. 'A' es el fuelle.

Un fallo en el balón de aire es normalmente causado por la corrosión, envejecimiento de los materiales (especialmente la goma), o humedad dentro del sistema de aire que daña desde el interior. También existe la posibilidad de pinchazos debidos a material proyectado desde la carretera.